# 陰修
陰修（？—190年），字元基，《後漢書》記為陰循，荊州南陽郡新野縣人，東漢末期政治人物。此人善推舉賢才，曾在東漢末期獻帝時任少府一職。後被董卓派去說降袁術但不幸失敗，被袁術所殺。

## 生平
陰修曾任穎川太守，任內舉薦張仲，鍾繇、荀彧、張禮、杜佑、荀攸、郭圖為吏。其中鍾繇、荀攸、荀彧後為曹魏重要謀士，郭圖為袁紹所用後為袁紹長子袁譚謀士。後官至少府，董卓指派他和大鴻臚韓融、執金吾胡毋班、將作大匠吳修、越騎校尉王瑰等說降關東聯軍不成，陰修為袁術所殺而其他人亦被袁紹等處死(胡毋班為袁紹指使王匡所殺)僅韓融德高望重又名氣甚高而倖免於難。